# Холоднюк Зеновій Васильович (державний діяч)
Зеновій Васильович Холоднюк (нар. 15 травня 1961, с. Сосулівка Чортківського району Тернопільської області) — український державний діяч, державний службовець І-го рангу. Голова Державної судової адміністрації України (із 25 квітня 2014 по 29 жовтня 2020). Заслужений економіст України. Кандидат наук з державного управління. Член Національного олімпійського комітету України. Президент Федерації хокею на траві України (із 27 серпня 2019).

## Освіта
- Навчався в Чернівецькому фінансовому технікумі, який закінчив у 1982 році та отримав кваліфікацію «фінансист».
- Вищу освіту здобув у Тернопільському фінансово-економічному інституті (1989), отримав кваліфікацію «економіст».(нині - Західноукраїнський національний університет)
- У 2010 році закінчив Національний транспортний університет, здобув кваліфікацію «інженер-будівельник».
- Кандидат наук із державного управління (2013).

## Трудова діяльність
- У 1981 році розпочав працювати в інспекції Державного страхування Садгірського району м. Чернівці на посаді інспектора з основної діяльності.
- Із 1982 до 1995 року працював в управлінні Держстраху Київської області на посадах бухгалтера-ревізора, ревізора, старшого ревізора, заступника головного бухгалтера, головного бухгалтера, першого заступника директора.
- Протягом 1995—2001 років очолював департамент фінансів та цінних паперів, департамент управління фінансовою діяльністю, департамент автотранспортного страхування та цивільної відповідальності НАСК «Оранта».
- 2001—2004 — директор Київської обласної дирекції, член правління НАСК «ОРАНТА».
- 2004—2007 — працював у ЗАТ «ВіЕйБі Страхування», спочатку першим заступником Голови Правління, потім Головою Правління акціонерного товариства.
- Із 2008 року працює на державній службі.
- 2008—2010 — обіймав посаду заступника Голови Державної служби автомобільних доріг України.
- Із 2011 року працював на різних посадах у системі органів Державної судової адміністрації України.
- 2011 — начальник Територіального управління Державної судової адміністрації України у Львівській області.
- 2011—2012 — начальник управління планово-фінансової діяльності та соціального забезпечення ДСА України.
- 2012—2013 — начальник Територіального управління Державної судової адміністрації України в місті Києві.
- 2013—2014 — заступник Голови ДСА України.
- Із 25 квітня 2014 року є Головою Державної судової адміністрації України.

## Голова Судової адміністрації України
Одним із напрямків роботи на посаді Голови ДСА є будівництво та ремонти судів. За 2014—2019 проведено ремонти у 710 судах, введено в експлуатацію понад 100 приміщень судів.

## Сім'я
Одружений. Має сина та доньку.

## Нагороди, почесні звання, відзнаки
- Почесне звання «Заслужений економіст України» (2010).
- Почесна грамота Верховної Ради України (2011).
- Почесна грамота Кабінету Міністрів України (2012).
- Нагрудний знак Апеляційного суду міста Києва (2012).
- Орден «За заслуги» ІІІ ступеня (2013).
- Почесна грамота Ради суддів України (2014).
- Почесний знак Вищого адміністративного суду України (2015).
- Почесна відзнака Верховного Суду України «За вірність закону» (2015).
- Знак Вищого господарського суду України «За сумлінну працю» (2015).
- Відзнака Міністерства оборони України — нагрудний «Знак пошани» (2017).
- Відзнака Міністерства оборони України «Вогнепальна зброя» (2017).